# 福島 - いわき線
福島 - いわき線（ふくしま - いわきせん）は、福島県福島市といわき市を結ぶ高速バスである。

## 運行会社
- 福島交通（福島支社）
- 新常磐交通（いわき中央営業所）

## 運行経路
福島競馬場前 - 福島市役所前 - 福島上町 - 福島駅東口 - 福島県庁前（いわき行のみ）/福島中町（福島行のみ） - 福島運輸支局 - 福島西IC - （東北自動車道） - 二本松バスストップ - （郡山JCT） - （磐越自動車道） - 小野インター - いわき好間 - いわき中央インター（※到着便のみ） - 好間一小 - 叶田団地入口 - 平中町 - いわき駅 - 平競輪場前 - 上荒川 - 温泉神社（※1） - ハワイアンズ(※1) - 支所入口（※到着便のみ） - 小名浜（ - 小名浜 - アクアマリンパーク）
- （※1）小名浜発着の便は経由しない[1]。
- 二本松バスストップ、小野インターでは両方向とも乗車・降車ともに可能。
- 途中、ハワイアンズ発は三春PAで、ハワイアンズ行は差塩PAで休憩する。
- 上荒川 - アクアマリンパーク間は土曜・日曜・祝日および夏休み（7月21日～8月31日）・冬休み（12月24日～1月5日）のみ一部便（3往復）が停車（但し、東日本大震災発生以降運休中）。
- いわき好間に150台、いわき中央ICに150台、上荒川に55台の駐車場が設置されている。

## 運行回数
- 1日7往復（福交4、新常交3）。

## 運賃
各区間の運賃については公式サイトを参照のこと。

## 歴史
- 1994年（平成6年）12月1日 - 運行開始（1日4往復）[3]。当時は須賀川IC - いわき間は国道49号経由[3]。
- 1995年（平成7年）
  - 8月4日 - 現行の東北道･磐越道経由に変更、所要時間を30分短縮。　
  - 8月10日 - 1日6往復に増便。
- 200x年[いつ?]- 1日8往復に増便。
- 2005年（平成17年）4月 - 「小野インター」バス停設置。
- 2007年（平成19年）5月10日 - 予約制度を再導入。
- 2008年（平成20年）10月1日 - この日の出発便より、福島発便のみ予約不要の定員制となる（いわき発は引き続き予約制）。
- 2009年（平成21年）7月1日 - 福島市内の運行経路を変更（開業時は福島駅東口始発の県庁前/中町経由だったが、この時までに競馬場始発の福島駅西口・八木田経由に変更されていた）。
- 2010年（平成22年）3月25日 - 土曜・日曜・祝日および夏休み・冬休み（2011年から春休みも）に限り、一部便（3往復）をアクアマリンパークへ延長。
- 2011年（平成23年）
  - 1月11日 - この日の出発便より、いわき発も予約不要の定員制となる。
  - 4月15日 - 同年3月11日に発生した東北地方太平洋沖地震の影響により運休していたが、この日より臨時ダイヤ（1日4往復、上荒川～アクアマリンパーク間運休）での運行を再開。同時に「二本松バスストップ」に停車。両方向とも乗降可能[4]。
  - 4月28日 - この日より通常の運行回数に戻る。引き続き上荒川～アクアマリンパーク間は運休[5]。
- 2012年（平成24年）7月1日 - 新常磐交通便が1往復減便、1日7往復となる[6]。
- 2014年（平成26年）4月1日 - 「平競輪場前」バス停を新設。運賃を改定[7]。
- 2017年（平成29年）
  - 7月1日 - 常磐自動車道4車線化工事に伴い、いわき中央インターのりばと第1・第2駐車場が閉鎖。これに伴い「好間一小」停留所および無料駐車場（第4駐車場）を新設。なお、いわき中央インターおりばは存続となる[8]。
  - 7月21日 - 福島交通便の2往復が、温泉神社・スパリゾートハワイアンズまで延伸運行開始[9][10]。
- 2018年（平成30年）
  - 6月15日 - 新常磐交通担当の一部便（1往復）を「小名浜」まで延伸[1]。
  - 11月1日 - 小名浜発着便の途中休憩を廃止[11]。
- 2019年（平成31年）4月1日 - 運賃改定[12][2]。
- 2020年（令和2年）4月29日 - 新型コロナウイルスの影響により、この日より当面の間、土休日のみ一部便（3往復）を運休するとともに、全便を上荒川発着とする[13]。
- 2022年（令和4年）4月1日 - 常磐自動車道4車線化工事完了に伴い、いわき中央インターのりば（および第1・第2駐車場）の利用を再開、好間一小バス停（および第4駐車場）を廃止[14][15]。
- 2023年（令和5年）1月24日 - バス運転者の確保が困難なため、この日より同年4月30日まで（のち延長）新常磐交通担当の一部便（1往復）を運休[16][17]。

## 使用車両
- 福島県内発着高速バスにおいて唯一トイレ付き車両で運行される。
  - 車両整備などの都合でトイレ無し車両で運行される時は、三春PAにて途中10分間の休憩がある。
- 開業当初の福交便は貸切車転用の三菱ふそう・エアロクィーンWが使用されていた。

## 利用状況
| 年度     | 福島 - いわき |
| -------- | ------------- |
| 1997年度 | 73,328人      |
| 1998年度 | 74,647人      |
| 1999年度 | 73,672人      |
| 2000年度 | 84,041人      |
| 2001年度 | 81,959人      |
| 2002年度 | 85,251人      |
| 2003年度 | 87,096人      |
| 2004年度 | 87,027人      |
| 2005年度 | 85,579人      |
| 2006年度 | 83,537人      |
| 2007年度 | 80,931人      |